# Microstachys uleana
Microstachys uleana är en törelväxtart som först beskrevs av Ferdinand Albin Pax och Käthe Hoffmann, och fick sitt nu gällande namn av Hans-Joachim Esser. Microstachys uleana ingår i släktet Microstachys och familjen törelväxter. Inga underarter finns listade i Catalogue of Life.